# Konnan
Charles Rudy Ashenoff (geboren als Carlos Santiago Espada Moises, Santiago de Cuba, 6 januari 1964), beter bekend als Konnan, is een Cubaans professioneel worstelpersoonlijkheid, manager en voormalig professioneel worstelaar. Hij is sinds 2018 actief voor de Mexicaanse worstelorganisatie Lucha Libre AAA Worldwide en werkt voor de Amerikaanse Total Nonstop Action Wrestling (TNA) als lid van de Creative Team.
Gedurende een carrière van bijna drie decennia, heeft hij gewerkt voor verschillende onafhankelijke en nationale worstelpromoties in de Verenigde Staten en Mexico, waaronder voor de World Wrestling Entertainment, Total Nonstop Action Wrestling (TNA), World Championship Wrestling (WCW) kort voor All Elite Wrestling (AEW). Hij is tevens verantwoordelijk voor de oprichting van de Mexicaanse worstelbedrijf Lucha Underground.
Naast het worstelen is Konnan rapper.

## In het worstelen
- Finishers
  - Tequila Sunrise

- Signature moves
  - DDT
  - Drop toe-hold
  - Electric chair facebuster
  - Indian deathlock
  - One-handed bulldog
  - Rolling thunder lariat
  - 187 (Cradle DDT)
  - Facejam / K-Factor
  - Spin-out powerbomb
  - Splash Mountain
  - Springboard arm drag
  - Super German suplex
  - Tilt-a-whirl headscissors takedown
  - Top-rope headscissors takedown
  - Wheelbarrow suplex
  - Zip Lock (Arm trap standing leglock)

- Managers
  - Jimmy Hart
  - Kevin Sullivan
  - Vincent
  - Torrie Wilson
  - Tygress

- Bijnaam
  - "K-Dawg"

- Opkomstnummers

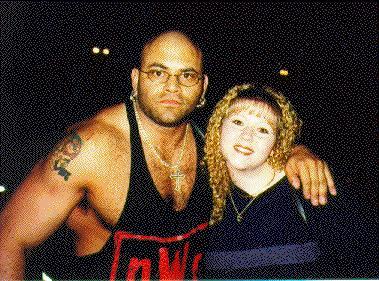
Konnan als nWo-lid met een fan

  - "Tear It Up" van J.Hart and H.Helm (WCW; gebruikt als lid van New World Order; 1996–1998)
  - "Rockhouse" van J.Hart and H.Helm (WCW; gebruikt als lid van New World Order; 1998)
  - "Wolfpac Theme" (WCW; gebruikt als lid van nWo Wolfpac; 1998–1999)
  - "Bow Wow Wow" van Konnan featuring Madd One
  - "Dawgz" van Konnan (TNA; gebruikt als lid van Latin American Xchange)
  - "Eye of the Tiger" van Survivor

## Prestaties
- Asistencia Asesoría y Administración
  - AAA Americas Heavyweight Championship (1 keer)
  - AAA Parejas Increibles Tag Team Championship (1 keer) – met Cibernético
  - IWC World Heavyweight Championship (1 keer)

- Championship Wrestling USA Northwest
  - Championship Wrestling USA Northwest Tag Championship (1 keer) – met Beetlejuice

- Consejo Mundial de Lucha Libre
  - CMLL World Heavyweight Championship (1 keer)

- International Wrestling All-Stars
  - IWAS World Heavyweight Championship (1 keer)
  - IWAS World Tag Team Championship (1 keer) – metRey Mysterio Jr.

- Latin American Wrestling Association
  - LAWA Heavyweight Championship (2 keer

- Total Nonstop Action Wrestling
  - NWA World Tag Team Championship (2 keer) – met B.G. James en Ron Killings

- World Championship Wrestling
  - WCW World Television Championship (1 keer)
  - WCW United States Heavyweight Championship (1 keer)
  - WCW World Tag Team Championship (2 keer) – met Rey Mysterio Jr. (1) en Billy Kidman (1)

- World Wrestling Council
  - WWC Universal Heavyweight Championship (1 keer)
  - WWC World Tag Team Championship (1 keer) – met Carly Colón
  - WWC Caribbean Heavyweight Championship (1 keer)

- Wrestling Observer Newsletter
  - Wrestling Observer Newsletter Hall of Fame (Class of 2009)